# Petr Hejma (lední hokejista)
Petr Hejma (* 27. června 1944 Praha) je bývalý český hokejový útočník a reprezentant Československa.
V nejvyšší československé soutěži hrál v 60. letech za Spartu Praha a Duklu Jihlava. V roce 1968 emigroval i se svou manželkou, reprezentantkou ve stolním tenisu Martou Hejmovou, do západního Německa, kde v letech 1970–1976 a 1979–1981 působil v klubu Düsseldorfer EG a v letech 1976–1978 v týmu Krefelder EV. Hokej hraje také jeho syn Petr Hejma.
Za československou reprezentaci odehrál 11 zápasů a vstřelil pět gólů. Startoval na Zimních olympijských hrách 1968, odkud si přivezl stříbrnou medaili.
V 80. letech působil jako trenér u bundesligových týmů.